# Proasellus hypogeus
Proasellus hypogeus är en kräftdjursart som först beskrevs av Emil Racoviţă 1922.  Proasellus hypogeus ingår i släktet Proasellus och familjen sötvattensgråsuggor. Inga underarter finns listade i Catalogue of Life.